# Lupulone
 (mai 2021).
Si vous disposez d'ouvrages ou d'articles de référence ou si vous connaissez des sites web de qualité traitant du thème abordé ici, merci de compléter l'article en donnant les références utiles à sa vérifiabilité et en les liant à la section « Notes et références ».

Structure moléculaire de la lupulone.

La lupulone, ou acide β-lupulinique, est un composé chimique, de formule C26H38O4, extrait des cônes de houblon. 
C'est un acide bêta amer dans lequel le groupe acyle est spécifié comme 3-méthylbutanoyle. Le terme « lupulone » désigne de façon générique les acides bêta, qui comprennent aussi plusieurs analogues : colupulone, adlupulone, prélupulone et postlupulone. Les lupulones sont, avec les humulones (également appelées acides alpha), les principaux composants des substances amères du houblon. 
La lupulone a un rôle d'agent antimicrobien, d'inducteur d'apoptose, d'inhibiteur de l'angiogenèse et d'agent antinéoplasique. C'est un acide conjugué d'une lupulone (1-).